# ベストヒットUSAS (Ultra Southern All Stars)
『ベストヒットUSAS (Ultra Southern All Stars)』（ベストヒットユー・エス・エー・エス ウルトラ・サザンオールスターズ） は、サザンオールスターズのミュージック・ビデオ集。2004年12月15日にDVDで発売。発売元はタイシタレーベル。

## 背景
自身初となるミュージック・ビデオ集で、タイトルの由来となったテレビ朝日系音楽番組『ベストヒットUSA』の形式をそのままに、ミュージック・ビデオやライブの映像を流して紹介する作品となっている。進行役も桑田と交流がある小林克也が務めている。
ミュージック・ビデオと同時に、リリースの際に放送されていたテレビCMも収録されている。

## チャート成績
本作は累計10.4万枚（オリコン調べ）を売り上げて、『真夏の大感謝祭 LIVE』に売上を抜かれる前までは最高売上を記録していた。

## 収録曲
- 公式サイトやパッケージ裏では順不同で曲目が並んでいるが、ここでは実際の曲順を示す。

| 曲順                                    | 楽曲名                                        | 発売年                   | 備考 |
| 『マンピーのG★SPOT』TVCM                | 『マンピーのG★SPOT』TVCM                      | 『マンピーのG★SPOT』TVCM | 『マンピーのG★SPOT』TVCM |
| --------------------------------------- | --------------------------------------------- | ------------------------ | --- |
| 1                                       | 君こそスターだ                                | 2004年                   | 49枚目シングル。横浜・日本ビクターの本社ビル屋上でサザンのファンクラブ会員を集めて撮影した。                                                               |
| 2                                       | 彩 〜Aja〜                                    | 2004年                   | 48枚目シングル。タイ王国と日本でロケーションを行った。作品内には当時アミューズに所属していた神木隆之介が出演した。                                         |
| 3                                       | 愛の言霊 〜Spiritual Message〜 (LIVE Version) | 1996年                   | 37枚目シングル。2003年にフジテレビ系『桑田佳祐の音楽寅さん 〜MUSIC TIGER〜』内で放送された鎌倉・建長寺でのファンクラブ特別ライブの映像である。             |
| 4                                       | チャコの海岸物語 (LIVE Version)               | 1982年                   | 14枚目シングル。1982年に日本武道館で行われたライブのテイク。VHSソフト『武道館コンサート』『Southern All Stars THE BEST』に収録されているものと同じである。 |
| 5                                       | マンピーのG★SPOT (LIVE Version)               | 1995年                   | 35枚目シングル。2000年に茅ヶ崎で行われた『サザンオールスターズ 茅ヶ崎ライブ』でのライブテイク。映像はWOWOWで放送されたもの。                               |
| 6                                       | 愛と欲望の日々                                | 2004年                   | 50枚目シングル。撮影場所は日光江戸村。MVの前にメイキングも収録されている。                                                                                 |
| 『バラッド3 〜the album of LOVE〜』TVCM |                                               |                          | |
| 7                                       | ミス・ブランニュー・デイ                      | 1984年                   | 20枚目シングル。MVが非常に過激な内容だったため当時はお蔵入りとなっていた。                                                                                 |
| 『KAMAKURA』TVCM                        |                                               |                          | |
| 『Ya Ya (あの時代を忘れない)』TVCM      |                                               |                          | |
| 『海のYeah!!』TVCM                      |                                               |                          | |
| 8                                       | 東京シャッフル                                | 1983年                   | 19枚目シングル。桑田佳祐がニュースキャスターに扮する1人コントから始まる。                                                                                  |
| 9                                       | 素敵なバーディー (NO NO BIRDY)                | 1993年                   | 33枚目シングル。電車でのシーンは江ノ島電鉄の車両を1両借り切って撮影された。                                                                                |
| 10                                      | TSUNAMI                                       | 2000年                   | 44枚目シングル。実際に映画撮影で使われる東宝のスタジオで撮影された。                                                                                       |
| 11                                      | イエローマン 〜星の王子様〜                   | 1999年                   | 43枚目シングル。桑田のデブスタイルは特殊メイクで5時間以上かけて作り上げたもの。                                                                            |
| 12                                      | HOTEL PACIFIC                                 | 2000年                   | 45枚目シングル。撮影場所は観音崎京急ホテルである。 |
| 『さくら』TVCM                          |                                               |                          | |
| 13                                      | 夢に消えたジュリア                            | 2004年                   | 49枚目シングル。中国の杭州で撮影された。同時に日本航空のCM撮影も兼ねた。                                                                                   |